# Forum u Pompejima
Forum u Pompejima je rimski forum, zatrpan erupcijom Vezuva 79. godine i ponovno otkriven nakon arheoloških iskapanja drevnih Pompeja. Građevina je bila glavni trg grada i predstavljala je političko, gospodarsko i vjersko središte gdje su se održavale demonstracije, trgovački pregovori i rasprave.

## Povijest
Forum u Pompejima izgrađen je oko 4. stoljeća pr. Kr., u samnitsko doba, u blizini važnog cestovnog čvora,, s cestama koje su išle prema Neapolisu, Noli i Stabiju: bio je to mali otvoreni prostor oko kojeg su bile brojne trgovine, uglavnom izgrađen od lave i tufa i cementiran glinom. Nakon Rimskog osvajanja Pompeja, Forum je potpuno obnovljen i proširen, posebno u 2. stoljeću pr. Kr.: i trgovine i perimetralni zid s obližnjim Apolonovim hramom su srušeni i, koristeći prednost niske gustoće naseljenosti područja, izgrađene su političke i vjerske zgrade oko trga.
Važni restauratorski radovi tada su se odvijali tijekom Augustovog razdoblja, između kraja 1. stoljeća pr. Kr. i početkom 1. stoljeća, kada je preuređen pločnik, izgrađen trijem, obnovljen Macelij i izgrađen hram posvećen caru. Područje je zatrpano erupcijom Vezuva 79. godine pod debelim slojem lapila i pepela, a otkriveno je tek početkom 19. stoljeća, po nalogu Caroline Bonaparte.
Piazza del Foro, orijentirana u smjeru sjever - jug, pravokutnog je oblika i mjeri 143 metra duljine i 38 m širine te je okružena nekim od najvažnijih gradskih zgrada poput onih javne uprave, bazilika, macellum, mensa ponderaria, hramovi Apolona, Jupitera, Vespazijana i javnih lara te zgrada Eumachijine zgrade, a sa sjeverne strane omeđena je slavolucima, ukrašenim kipovima. U potpunosti okružen kolonadom, izgrađenom nakon osvajanja Lucija Cornelija Sille, po nalogu Vibija Popidija, sa stupovima izvorno u tufu, a zatim zamijenjenim tijekom carskog doba zamijenjenim drugim od bijelog vapnenca; od ove kolonade u dvostrukom redu neki stupovi ostaju u dorskom redu u donjem dijelu i jonskom u gornjem dijelu, prekinuti arhitravom ukrašenim metopama i triglifima, drugi stupovi u blizini maceluma su užljebljeni korintskim kapitelima i imaju dvostrukog bika u bazi, dok oni u blizini građevine svećenice Eumahije nisu kanelirani, s jednim bikom u podnožju i arhitravu s ugraviranom posvetom.
Cijeli trg, koji je imao izvorni pločnik od sedre, kasnije zamijenjen sedrenim pločama, bio je potpuno zabranjen za kola i to je omogućeno podizanjem kolnika s dvije stepenice: prva, od sedre, vjerojatno je izgrađena oko 2. stoljeće pr. Kr.. Pompejski forum, na čijoj se zapadnoj strani nalazila tribina za govornike, bio je bitno različit od većine ostalih rimskih foruma, koji su uglavnom nalikovali grčkim i nisu slijedili shemu koju je diktirao Vitruvije, kako širinom tako i strukture, kako za sustav križanja cesta, tako i za počasne kipove koji nisu bili postavljeni u središtu trga, već sa strane ili u portiku. Ti kipovi nikada nisu pronađeni, vjerojatno su zatvoreni u neko skladište, koje čeka restrukturiranje nakon potresa u Pompejima 62. Međutim, ostala su postolja na kojima su bili raspoređeni konjanički kipovi, od kojih je jedna posvećena Kvintu Salustiju, dok su na južnoj strani tri velike baze, od kojih je u jednoj sigurno bio Augustov kip.
Malo se zna o forumu prije rimskog doba, jer je vrlo malo shvaćeno čak i kroz stratigrafske studije. Vjerojatno je imao nepravilan oblik, širok nešto više od pet tisuća četvornih metara, a ceste koje prolaze kroz njega bile su djelomično preusmjeren tijekom radova na proširenju.

## Vanjske poveznice
|  | Zajednički poslužitelj ima još gradiva o temi Forum u Pompejima |